# Åse Gruda Skard
Åse Gruda Skard (2 de diciembre de 1905 – 13 de agosto de 1985) fue una psicóloga noruega, y pionera en el campo de la crianza de niños. Dio clases en la Universidad de Oslo entre 1947 y 1973. Fue editora para la revista Norsk Pedagogisk Tidsskrift (Revista Pedagógica Noruega) entre 1936 y 1970. Escribió 24 libros y casi 2 000 artículos en la revista ya mencionada. Fue hija  de Halvdan Koht y Karen Elisabeth Grude, estuvo casado con Sigmund Skard, y fue madre de Målfrid Grude Flekkøy y Torild Skard.

## Principales obras
- Pedagogisk psykologi (Psicología pedagógica)(1937, junto con Karen Grude Koht)
- Barn i vardagslivet (Niños en la vida cotidiana) (1940)
- Ungene våre (Nuestros hijos) (1948)